# Alexandre Halot
Alexandre Jules Guillaume Marie Halot, né le 30 juin 1861 et décédé le 15 avril 1927 fut un homme politique belge catholique.
Il fut docteur en droit; consul honoraire au Japon. Il fut élu sénateur de l'arrondissement de Bruxelles, en suppléance de Ferdinand de Marnix de Sainte-Aldegonde (1913-19), puis élu direct (1920-21).
1919-1923: Administrateur de la Banque Belgo-Luxembourgeoise S.A.

## Œuvres
- La colonisation du Tonkin et les aptitudes coloniales du peuple français, Bruxelles, 1898.
- Traite de la situation légale des étrangers en Belgique, Bruxelles, 1900.
- L'évolution des partis politiques en Belgique, Paris, 1899.
- La Belgique sans le Congo, Bruxelles, 1904.
- L'Extrême-Orient : Études d'hier. Évènements d'aujourd'hui, Bruxelles, 1905.
- Vingt-cinq ans de civilisation au Congo, Bruxelles, 1907 et 2e éd. 1908.